# The Night Flier
The Night Flier è un film del 1997 diretto da Mark Pavia, basato su un racconto scritto da Stephen King pubblicato nella raccolta Incubi & deliri del 1993.
In Italia è noto anche con il titolo The Night Flier - Il volatore notturno.

## Trama
Richard Dees, un esperto giornalista investigativo, è sulle tracce di un assassino che viaggia sempre su un aereo Skymaster nero. Tutte le sue vittime presentano segni come provocati da un vampiro. Una volta raggiunto il misterioso figuro, Dees si trova ad affrontare terrificanti incubi che il volatore notturno risveglia nella sua mente.
Dees viene affiancato da Katherine, una giovane giornalista da poco assunta all'Inside View, il magazine presso il quale lavora. I due colleghi sono in competizione per ottenere l'esclusiva sulla storia, ma sarà la ragazza a scrivere il resoconto conclusivo.

## Curiosità
Richard Dees, il protagonista, appare ne La zona morta dove intervista Johnny Smith per il giornale Inside View.